# Т-41
Т-41 — советский лёгкий плавающий танк.

## История создания
Проектировочные работы начались в феврале-марте 1932 года под руководством Н. Козырева на 2-м заводе Всесоюзного автотракторного объединения (ВАТО) в Москве. В основу проекта были положены конструкции аналогичного английского танка (о котором был известен только факт его разработки) и английского трактора (изученного тщательно и частично скопированного).
В начале июля 1932 года опытный экземпляр был передан на испытания. После заводских пробегов и устранения выявленных недостатков, машина была передана для дальнейших испытаний в Кубинку. В результате испытаний, которые продолжались с 2 августа по 29 сентября 1932 года, было сделано заключение, что машина в таком виде не может быть использована как боевая, и направление её на войсковые испытания было сочтено нецелесообразным.
По результатам испытаний КБ 2-го завода ВАТО разработало второй вариант Т-41 («Т-41 серийный»). Изменения были внесены в конструкцию корпуса, смотровых приборов механика-водителя, гребного винта и привода гребного винта, а также руля. Несмотря на снижение массы танка до 2,95 тонн, его боевые качества остались неудовлетворительными.
Новый вариант танка был выпущен в первой половине 1933 года малой серией в 12 экземпляров.

## История использования
Судьба большинства машин неизвестна, хотя есть фотографии этих машин на парадах. Две машины использовались в МВО, во 2-й воздушно-десантной бригаде. Там, до 1946 года, один танк использовался в ВДВ.

## Конструкция

### Корпус
Клёпано-сварной из бронелистов толщиной 4-9 мм на каркасе из стальных уголков. Стыки бронелистов герметизированы резиновыми прокладками. От бортовых поплавков конструкторы отказались, придав вместо этого максимальную плавучесть корпусу танка, что увеличило его высоту и поражаемую площадь.

### Башня
Круглая, на шариковом погоне, смещена к правому борту. В лобовой части устанавливался полукруглый вращающийся щиток, позволявший поворачивать пулемёт на 33° по горизонтали и 24° по вертикали без поворота башни.

### Ходовая часть и трансмиссия
Танк был способен плавать со скоростью 4 км/ч (2-3 против течения) и передвигаться по суше со скоростью до 42 км/ч. Относился к малым танкам. Вес — 3 тонны, экипаж — 2 человека, вооружение — 1 пулемёт. Был продемонстрирован Тухачевскому и произвёл при испытаниях благоприятное впечатление, но найденные затем многочисленные недостатки не позволили принять его на вооружение, оставив лишь опытным образцом, впрочем, серьёзно повлиявшим на дальнейшие советские разработки плавающих танков и транспортёров.